# Alain Maurice
Pour les articles homonymes, voir Maurice.
Alain Maurice, né le 26 août 1962 à Die (Drôme), est un avocat et homme politique français, membre du Parti socialiste.
Élu maire de Valence en 2008, il n'est pas reconduit aux élections municipales de 2014, et siège neuf mois à la mairie en tant que conseiller municipal d'opposition, avant de démissionner pour des raisons professionnelles.

## Biographie
Assistant parlementaire du sénateur Gérard Gaud en 1985, il devient avocat au barreau de Valence en 1991. Fondateur de l'association « Droit de Cité » en 1993, il est élu au conseil municipal de Bourg-lès-Valence en 1995, puis renouvelé aux élections municipales de 2001 où la liste conduite par Philippe Michalet se maintient au second tour dans une triangulaire, permettant ainsi à la gauche de conserver la mairie.
Élu au conseil général de la Drôme dans le canton de Bourg-lès-Valence en octobre 1996 lors d’une élection cantonale partielle, il est renouvelé aux élections cantonales de mars 1998 ainsi qu’à celles de mars 2004.
Après le basculement du conseil général à gauche en mars 2004 et l'élection de Didier Guillaume comme président, il en devient deuxième vice-président, chargé de la santé et de la solidarité.
En mars 2008, il se présente aux élections municipales à Valence sous les couleurs du parti socialiste avec une liste « Vive Valence », largement ouverte à la société civile. Il fait alliance au second tour avec l'écologiste Michèle Rivasi, ce qui lui permet de battre Patrick Labaune (UMP) avec 51,71 % des suffrages lors du second tour.
Avec le rédacteur en chef du Dauphiné libéré Brice o'Hayon, il publie pendant la campagne municipale un livre autour de son projet, intitulé Une nouvelle voie pour Valence, qui fit basculer, selon certains commentateurs, l'élection en sa faveur.
En avril 2008, il devient président du syndicat intercommunal des services de l’agglomération valentinoise (SISAV) et conduit les travaux pour la création de la première agglomération drômoise. Le 1er janvier 2010, la communauté Valence Agglo – Sud Rhône-Alpes est créée, il en devient le président. Dans ce cadre il sera à l'initiative de la création, sur un territoire de 220 000 habitants (Drôme-Ardèche), de Valence Romans Déplacement, autorité organisatrice des transports urbains entre Valence et Romans-sur-Isère, permettant ainsi à la gare de Valence TGV d'être desservie par les transports en commun en août 2010.
En mars 2010, il lance le système de vélos en libre-service Libélo avec l'installation de 20 stations sur les communes de Valence, Bourg-lès-Valence et Guilherand-Granges. Il sera également à l'initiative du lancement du schéma de cohérence territoriale sur un bassin de 106 communes des départements Drôme et Ardèche. Avec son ami Michel Destot, il relance l'idée d'un espace métropolitain pour le développement économique du Sillon Alpin. En décembre 2010, Alain Maurice entre au bureau de l'association des maires de grandes villes de France, en tant que chargé de communication auprès du président Michel Destot, maire de Grenoble. Il est l'un des fondateurs du cercle de réflexion « Inventer à Gauche ».
Ancien proche de Dominique Strauss-Kahn, il soutient la candidature de Martine Aubry à la primaire citoyenne de 2011.
Candidat aux élections législatives de juin 2012 dans la 1re circonscription de la Drôme sous l'étiquette du Parti socialiste, il est battu au second tour avec 48,13 % des suffrages par son adversaire UMP Patrick Labaune.
En mars 2014, il se représente aux élections municipales de Valence. Sa liste « J'aime Valence », étiquetée PS, ne remporte que 31 % des suffrages au premier tour. Il fait alliance au second tour avec son adjoint et tête de liste écologiste Patrick Royannez, mais est battu par Nicolas Daragon (UMP) qui obtient près de 54 % des voix. Il est toutefois élu conseiller municipal et prend la tête de l'opposition municipale.
En janvier 2015, il démissionne de son siège au conseil municipal pour des raisons professionnelles. En effet, en novembre 2014, il devient conseiller pour les relations institutionnelles au sein de France Stratégie. Recruté par l'économiste Jean Pisani-Ferry, Alain Maurice lance dès le mois de décembre 2014 le club de prospective territoriale de France Stratégie, qu'il anime pendant deux ans et demi, pour imaginer et bâtir, aux côtés des collectivités locales, la « France de demain » issue de la loi NOTRe.
Il se porte candidat aux élections législatives de 2022 dans la 3e circonscription de la Drôme sous l'étiquette divers gauche. Il ne recueille que 3,33 % des voix au premier tour.

## Mandats et fonctions

### Conseil général de la Drôme
- Conseiller général pour le canton de Bourg-lès-Valence (1996-2011)
- 2e vice-président (2004-2008)

### Conseil municipal
- Conseiller municipal de Bourg-lès-Valence (1995-2008)
- Maire de Valence (2008-2014)
- Conseiller municipal de Valence (2014-2015)

### Communauté d'agglomération
- Président de Valence Agglo – Sud Rhône-Alpes (2010-2014)

### Autres fonctions exercées
- Président de la MDPH (Maison Départementale des Personnes Handicapées) de la Drôme de 2005 à 2008 ;
- Vice-président du SDIS (Service Départemental d'Incendie et de Secours) de la Drôme de 2004 à 2008 ;
- Président de l'EPTB (Établissement Public Territorial de Bassin) Territoire Rhône de 2001 à 2006.